# Estação de Radar N.º 4
A Estação de Radar N.º 4 é uma unidade da Força Aérea Portuguesa inaugurada no dia 9 de maio de 2013, situada na ilha da Madeira no Pico do Arieiro, fazendo parte do Sistema de Controlo Aéreo de Portugal.
Operante em efectividade durante 24 horas por dia e durante todo o ano, com as suas capacidades próprias, para além de ampliar o alcance essencial da defesa aérea nacional, permitindo a vigilância e o controlo do seu Espaço Estratégico de Interesse Nacional, e ser um factor persuasor e determinante na afirmação de soberania permite ainda aumentar substancialmente a eficácia e segurança no cumprimento de outras missões de interesse público, designadamente missões de alerta, busca e salvamento, fiscalização das actividades de pesca e da prática de actos ilícitos, e ao mesmo tempo a protecção do ambiente.